# Nautologia
Nautologia (od gr. nautikós = okrętowy, żeglarski i logos = słowo, myśl, rozumowanie) – nauka o rozwoju żeglugi, jej historii (również o portach i stoczniach) i związanych z nią dziedzinach pokrewnych.